# Bad Ass
Bad Ass (Tipo duro en España y Un tipo duro en Hispanoamérica) es una película de acción estadounidense de 2012 escrita y dirigida por Craig Moss. La película está protagonizada por Danny Trejo, Charles S. Dutton y Ron Perlman. Se basa libremente en el video viral de la pelea de AC Transit Bus de 2010.

## Argumento
Frank Vega es un veterano condecorado de la guerra de Vietnam que ha llevado una vida difícil. Su antigua novia se casó con otra persona y tuvo dos hijos mientras él luchaba por su país, no puede conseguir trabajo en ningún lado y terminó ganándose la vida vendiendo perritos calientes la mayor parte de su vida hasta que una furgoneta de perritos calientes se llevó a sus clientes. Frank pasó gran parte del resto de su vida como un vagabundo, hasta que un día se hace famoso en Internet cuando golpea a dos cabezas rapadas abusivas en un autobús, recibe el apodo de "Bad Ass" y es celebrado por todos a su alrededor; la gente hace camisetas y grafitis con su cara, la policía lo lleva y termina en programas de entrevistas.
Tres meses después, la madre de Frank, Juanita, fallece, dejándole su casa y su perro. El mejor amigo de Frank y compañero veterano de Vietnam, Klondike Washington, se muda con Frank y le confía una unidad flash USB para la caja de seguridad de su difunta madre. Klondike sale una noche por cigarrillos y es asesinado en un callejón oscuro por dos matones, dejando a Frank con el corazón roto. Frank conoce a un niño llamado Martin, que vive al lado de Frank con su madre, Amber Lamps, y su padre abusivo, Martin. El oficial principal Malark le asegura a Frank que el departamento de policía está trabajando para encontrar a los hombres que mataron a Klondike, pero después de ver las noticias, y al enterarse de que la policía resolvió un asesinato diferente en un lapso de tiempo más rápido, Frank se da cuenta de que la policía está haciendo poco o nada sobre el asesinato de Klondike.
Frank decide resolver el misterio él mismo e investiga el callejón donde le dispararon a Klondike. Encuentra un casquillo gastado y un colgante con la imagen de una mujer. Frank los lleva a ambos a una casa de empeño donde el comerciante le dice que pertenece a un hombre llamado Terence, cuya imagen de esposa está en el colgante. Después de devolverle el colgante a la esposa de Terence, él le pregunta dónde está Terence y ella le dice que está jugando al baloncesto con unos amigos. Después de que Frank golpea a algunos de los amigos de Terence, le dicen que un hombre llamado Renaldo podría saber dónde está Terence. Frank va al departamento de Renaldo y se encuentra con su compañero de cuarto, quien le dice a Frank que Renaldo está en un bar al otro lado de la ciudad. Después de golpear a algunos de los clientes del bar que intentan echarlo, Frank encuentra a Renaldo y extrae la información de que Terence está saliendo con su novia. Frank la encuentra trabajando en un salón de masajes, pero ella no coopera, por lo que la sigue después de su turno. Después de irrumpir en su casa, encuentra a Terence y lo tortura para obtener información sobre su jefe (quien ordenó el asesinato de Klondike) metiendo la mano de Terence en el triturador de basura de la cocina. Terence revela que Klondike fue asesinado por un capo de la droga llamado Panther por la unidad flash que le habían dado antes, que contiene detalles de un proyecto secreto para cavar pozos de petróleo en el vecindario en nombre del alcalde Williams.
Antes de enfrentarse a Panther, Frank salva a Amber y Martin de su abusivo esposo/padre y termina convirtiéndose en su amigo del vecindario. Amber invita a Frank a una comida casera y Frank se arregla para ello. En la cena, Frank le pregunta a Amber si puede quedarse con una caja de cerillas de ella como recuerdo, y ella se la da. Están a punto de besarse cuando Martin, Jr. se acerca a ellos, por lo que no lo hacen. Frank insiste en que Amber y Martin se queden en su casa hasta que pueda reparar la puerta principal.
Al día siguiente, Frank le da la memoria USB al oficial Malark y rastrea a Panther en su escondite. Pero lo dejan inconsciente, lo capturan y luego lo torturan para obtener información sobre la ubicación de la unidad flash al conectarlo a un dispositivo de electrocución. Se sorprende varias veces, como si estuviera en Vietnam, pero Frank todavía se niega a entregar la memoria USB. Panther toma la billetera de Frank, aprende la dirección de Frank y cree que Frank está escondiendo no solo la memoria USB sino también a un ser querido allí, debido a la insistencia de Frank de que no hay nada que encontrar. Panther deja a sus hombres para seguir torturando a Frank, pero Frank se libera de sus ataduras y arroja una caja de cerillas encendida (la que le dio Amber) a algunos bidones de aceite almacenados en la habitación, incendiando el edificio y provocando explosiones. Panther escapa pero Frank lo persigue. Ambos roban autobuses y se baten en duelo, dañando muchos otros vehículos durante su persecución y finalmente destruyen ambos autobuses. Mientras persigue a Panther nuevamente a pie, Frank se encuentra con los dos skinheads a los que golpeó en el autobús antes. Los skinheads intentan deshacer su humillación anterior a manos de Frank usando su teléfono celular para grabarse golpeando a Frank, pero Frank los domina nuevamente y reanuda su persecución. Panther llega a la casa de Frank, encuentra a Amber y amenaza con matarla por la memoria USB, pero Frank llega a tiempo para intervenir. Su pelea se extiende al patio delantero, y justo cuando Panther está a punto de ir tras Frank nuevamente, Amber salta sobre su espalda y lo frena lo suficiente como para que Frank se levante y golpee a Panther sin sentido.
Panther es arrestado, al igual que el alcalde Williams cuando su conexión con el escándalo de Panther se revela en las noticias. Frank, Amber y Martin viven felices para siempre.

## Reparto
- Danny Trejo como Frank Ryan Vega
  - Shalim Ortiz como El joven Frank Vega
- Charles S. Dutton como "Pantera"
- Chris Spencer como Martin Sr.
- Christine Clayburg como Presentadora de noticias
- Craig Sheffer como Abogado
- Tonita Castro como Juanita Lupe Vega
- Duane Whitaker como Rex
- Ezra Buzzington como Empleado débil
- Frank Maharajh como El detective Shah
- Harrison Page como Klondike Washington
- Isabella Cascarano como Ágata
- Jennifer Blanc como Frances
- Jillian Murray como Lindsay Kendall
- John Duffy como Martín Jr.
- Joyful Drake como Amber Lamps
- Patrick Fabian como Office Malark
- Patricia De Leon como Marissa
- Richard Riehle como Padre Miller
- Ron Perlman como Alcalde Williams
- Sam Rubin como Entrevistador
- Winter Ave Zoli como Tatiana
- Craig Moss como Conductor de autobús generoso
- Danny Woodburn como Master Sluggy Cornnuts

## Producción
Bad Ass se basó vagamente en la pelea del autobús AC Transit, que fue filmada por un transeúnte y se convirtió en un video viral en YouTube. Inmediatamente después del lanzamiento de la película, los productores comenzaron a desarrollar activamente una historia para una nueva entrega de Bad Ass con miras a filmar esta entrega en 2013, y crear una franquicia.

## Banda sonora
- I'm a Bad Ass (Kid Frost & Big Tank)
- Amazing (Big LA, Glasses Malone y Jah Gratis)
- Llévame Contigo (Pancho & Sancho)
- Six Million Ways To Die (Kid Frost ft. Clika One)
- I'm On My Way (Big Tank, Spirit y Butch Cassidy)
- Coochie Cantina (Pancho y Sancho)
- Stay Ready (Big Tank & Spirit)
- Y Porque Perder (Pancho & Sancho)
- Take Me Down (Pancho y Sancho)
- Take Me Down (Spanglish) (Pancho & Sancho)
- Stay Ready (limpio) (Big Tank & Spirit)
- Blood Sweat and Tears ("Stay Ready" Instrumental (Chef Raw C Beatz)

## Lanzamiento
La producción se completó en mayo de 2011. SC Films obtuvo los derechos de venta de la película con planes de presentarla a los compradores en el Festival de Cine de Cannes. La película ha sido vendida a Wild Bunch para su distribución en Alemania ya Pinnacle Films para su distribución en Australia. Posteriormente, se hicieron arreglos de distribución con Samuel Goldwyn Films para el estreno en cines de EE. UU. el 13 de abril de 2012, así como con Twentieth Century Fox para los derechos secundarios y la distribución internacional en todos los medios.

## Secuelas
Se han estrenado dos secuelas. El primero, Bad Asses, se estrenó en 2014 y fue coprotagonizado por Danny Glover.Trejo y Glover fueron emparejados nuevamente para la tercera película, Bad Asses on the Bayou, que se estrenó el 6 de marzo de 2015.

## Recepción
Las críticas de la película fueron en su mayoría negativas, y algunos artículos de noticias se preguntaron si la película era realmente real o un engaño. Sarah Benned de Vulture comentó sobre la vista previa y dijo: "Este tráiler de Bad Ass (basado libremente en este video viral) es una parodia, el tráiler de una parodia o simplemente una excusa para hacer que Danny Trejo golpee a la gente mientras usa una riñonera. Es tu decisión". Cinema Blend ha comparado el tráiler con el tráiler simulado inicial de Trejo para Machete, diciendo: "Este podría ser un tráiler de parodia intercalado en medio de una secuela de Grindhouse. Por otra parte, eso funcionó para Machete, entonces, ¿Por qué no podría impulsar a Bad Ass también?".
En su reseña de la película, el crítico de Los Angeles Times, Mark Olsen, declaró: "A menudo es difícil saber qué es malo a propósito o si se maneja mal. Tal vez sea simplemente difícil competir con la extraña espontaneidad de algo así como un video viral; la forma en que adquiere su propio impulso puede ser algo que no se puede replicar".
Según el sitio web de reseñas de películas Rotten Tomatoes, que le dio a la película un índice de aprobación del 20%, la película recibió 4 reseñas negativas contra 1 positiva.